# Aethia
Aethia là một chi chim trong họ Alcidae.

## Các loài

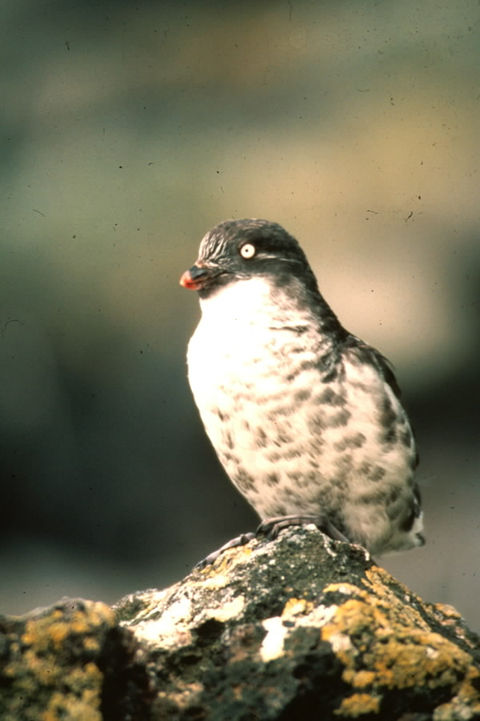
Aethia cristatella
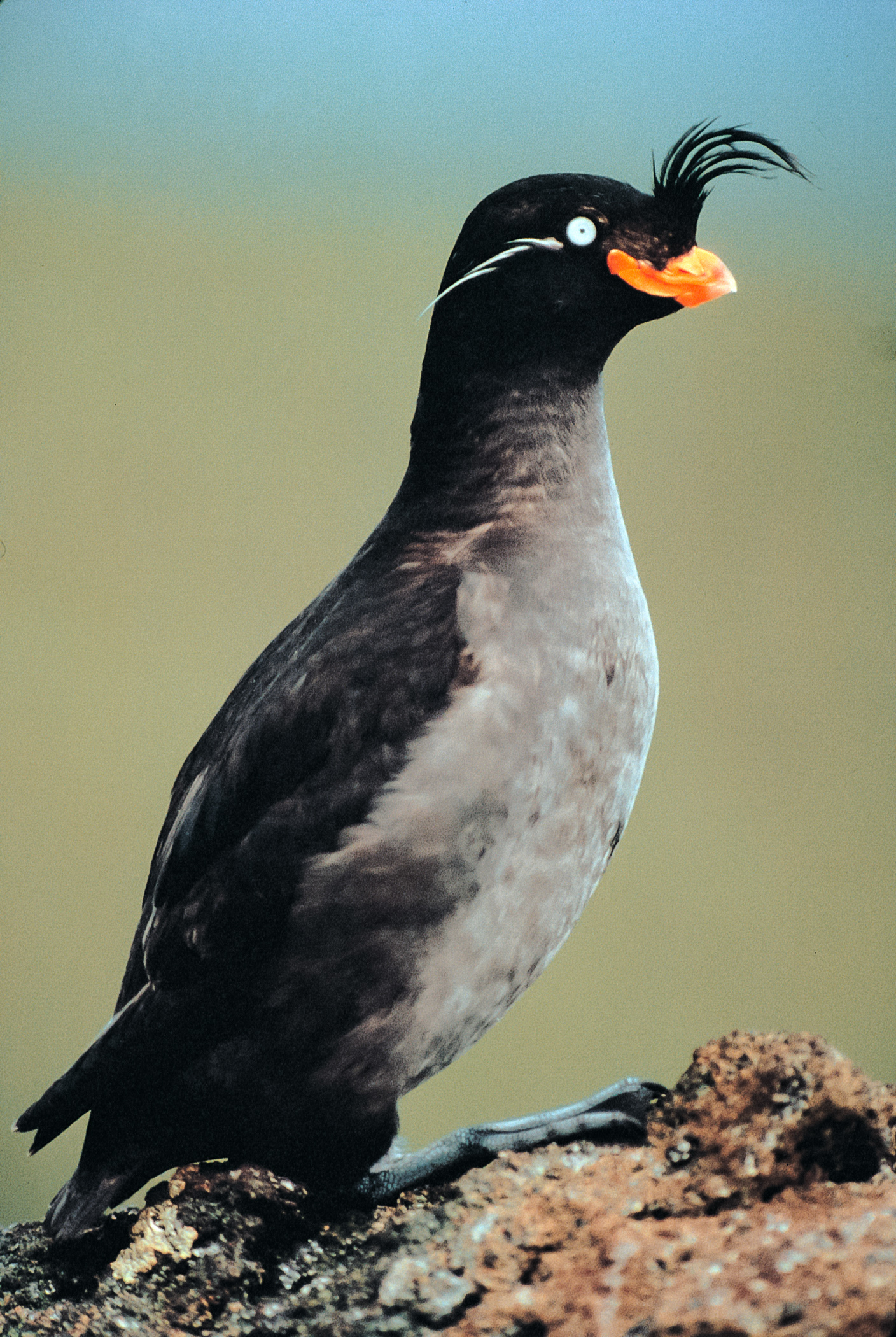
Aethia psittacula
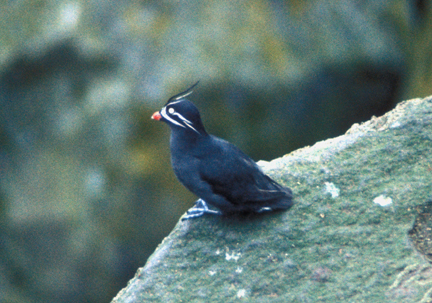
Aethia pusilla
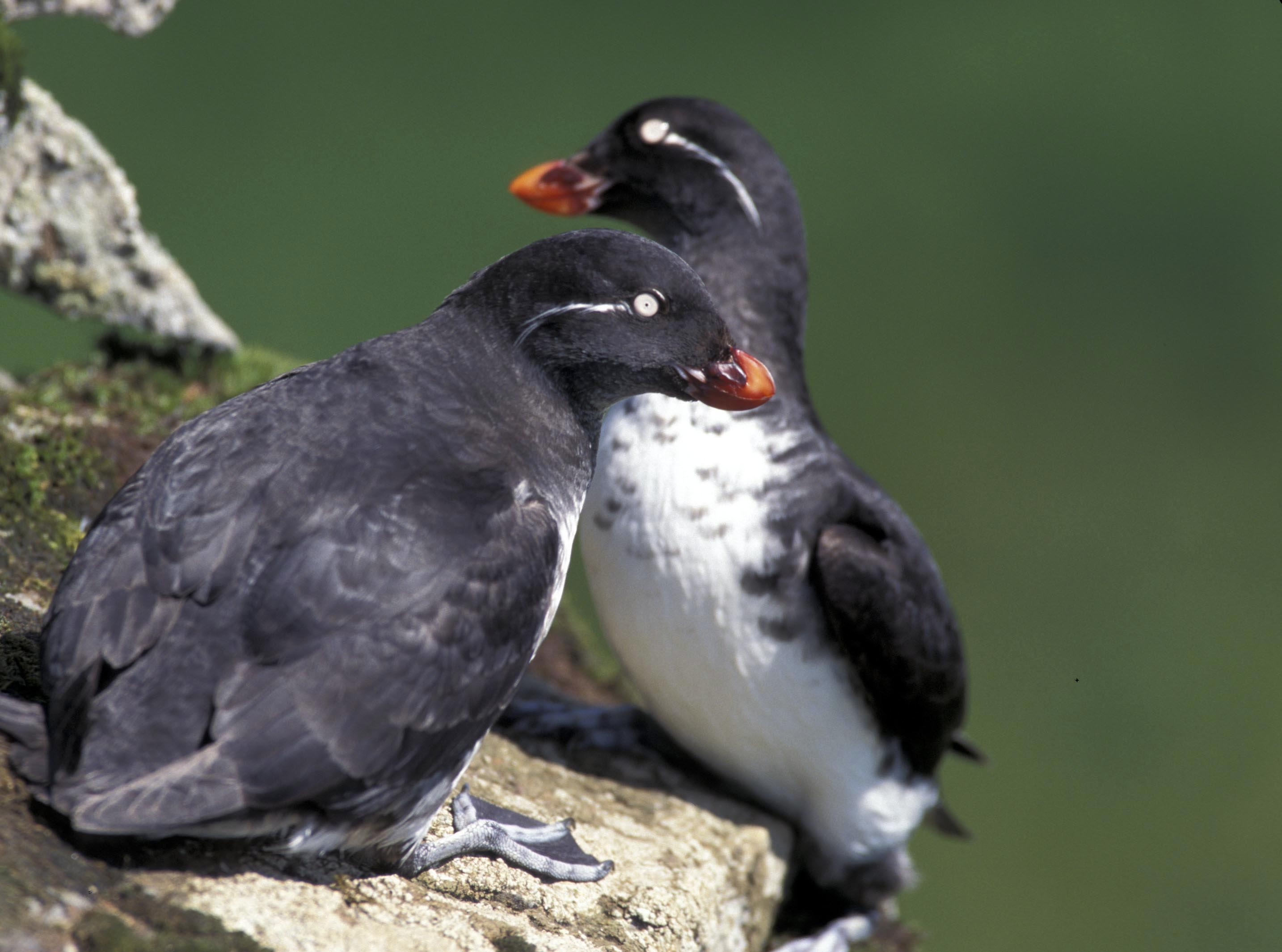
Aethia pygmaea

- Aethia pusilla
- Aethia cristatella
- Aethia pygmaea
- Aethia psittacula